# Janusz Ryś
Janusz Ryś (ur. 23 kwietnia 1949) – polski lekkoatleta, który specjalizował się w rzucie młotem.

## Kariera
Osiem razy bronił barw narodowych w meczach międzypaństwowych odnosząc jedno indywidualne zwycięstwo. Zdobywca dwóch brązowych medali na mistrzostwach Polski seniorów (Warszawa 1971 i Warszawa 1972).
Od 2001 do 2004 trener piłkarski juniorskiego zespołu Orzeł Olszanka. Największy sukces odniesiony z zespołem to awans do I Ligi juniorów .

## Rekordy życiowe
- rzut młotem – 72,38 m (14 września 1975, Białogard) – 19. wynik w historii polskiej lekkoatletyki[3]